# Chwalisław Zieliński
Chwalisław Marek Józef Zieliński (ur. 17 kwietnia 1904 w Jarosławiu, zm. 25 sierpnia 1974 w Łodzi) – polski artysta, malarz, fotograf i konserwator zabytków województwa łódzkiego (1946).

## Życiorys
Do 1918 roku uczył się i wychowywał w Kaliszu, następnie przeniósł się do Warszawy, gdzie w 1922 ukończył gimnazjum męskie. W latach 1922–1925 studiował w Szkole Sztuk Zdobniczych w Warszawie, po czym odbył służbę wojskową i studiował w latach 1927–1930 na Wydziale Humanistycznym Uniwersytetu Warszawskiego. W latach 1930–1932 studiował w Szkole Sztuk Pięknych w Warszawie, a następnie po ślubie zamieszkał w Łodzi. Do 1939 realizował liczne polichromie w kościołach województwa lwowskiego i łódzkiego. Wraz z malarką Grażyną Mackiewicz prowadził przedsiębiorstwo malarskie, zajmujące się w zdobnictwem artystycznym.
Od 1945 był współorganizatorem i wykładowcą Wyższej Szkoły Sztuk Plastycznych w Łodzi oraz pracował w Wydziale Kultury Zarządu Miejskiego i pełnił krótko funkcje Wojewódzkiego Konserwatora Zabytków (1946). Po 1951, jako pracownik wojewódzkiej rady narodowej, zajmował się sztuką ludową i rzemiosłem artystycznym na terenie województwa łódzkiego.
Był autorem prac malarskich, obrazów olejnych i akwareli, a także szkiców węglem, tuszem i ołówkiem, obrazów na szkle oraz polichromii na tynkach. Publikował artykuły w prasie łódzkiej na temat rzemiosła ludowego, głównie związane z powiatem opoczyńskim i łowickim. Publikował również na łamach „Ruchu Biblijnego i Liturgicznego” na tematy związane z budownictwem i zdobnictwem sakralnym. Był także związany z Teatrem Wielkim w Łodzi – przez ponad 30 lat jako fotograf dokumentował odbywające się w nim wydarzenia, premiery i koncerty.

## Publikacje
- Chwalisław Zieliński, „Sztuka sakralna”, Poznań: Księgarnia św. Wojciecha 1960